# Енсо Троссеро
Енсо Ектор Троссеро (ісп. Enzo Héctor Trossero, нар. 13 травня 1953, Есмеральда, Аргентина) — аргентинський футболіст та тренер, виступав на позиції захисника.

## Клубна кар'єра
Розпочав професіональну кар'єру в 1971 році в клубі «Спортіво Бельграно», який виступав в одному з нижчих аргентинських дивізіонів. Наступного року перебрався в «Колон», який у 70-х роках XX століття був одним із середняків вищої аргентинської ліги. Молодий захисник досить швидко прогресував, і після приблизно трьох років гри за «Колон» потрапив в сферу інтересів «Індепендьєнте», одного з найсильніших клубів Аргентини тих років, куди й перейшов у 1975 році. За наступні п'ять років Троссеро, будучи одним з найкращих гравців захисної лінії команди, виграв в її складі два чемпіонати Насьональ. Потім у 1980 році перейшов до французького «Нанта», відіграв в його складі близько півтора років, став чемпіоном Франції, після чого повернувся в «Індепендьєнте». У 1983 році Енсо виграв свій третій національний чемпіонський титул, цього разу це був турнір Метрополітано. У 1984 році Троссеро в складі «Індепендьєнте» виграв Кубок Лібертадорес, а потім і Міжконтинентальний кубок, перемігши у фіналі останнього «Ліверпуль» (1:0). У наступному, 1985, році Троссеро залишив «Індепендьєнте» і перейшов у мексиканську «Толуку». У наступні роки він грав за «Естудьянтес» і швейцарський «Сьйон», у 1989 році ненадовго повернувся в «Естудьянтес», де й завершив кар'єру гравця.

## Кар'єра в збірній

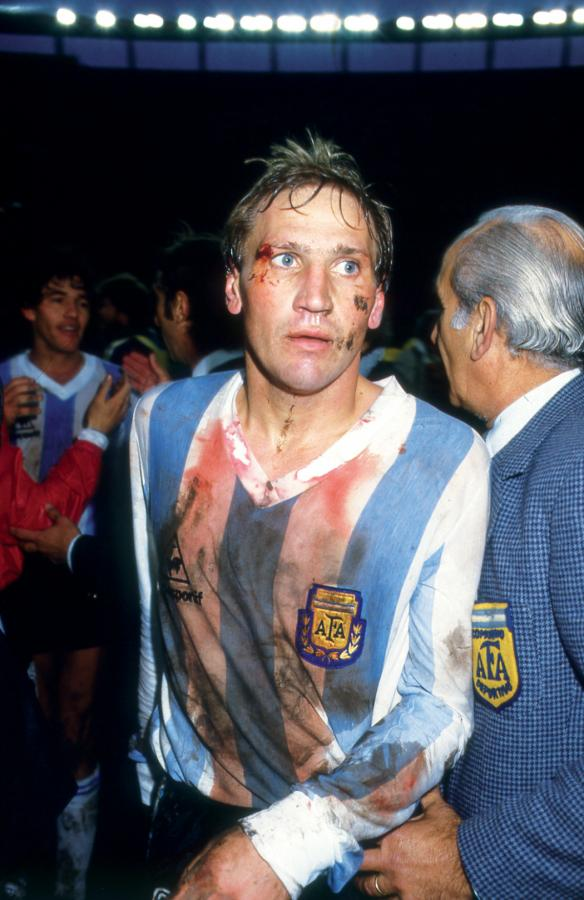
Скривавлений Енсо Троссеро у футболці національної збірної Аргентини

Троссеро взяв участь у складі національної збірної в Чемпіонаті світу 1982, де аргентинці, колишні на той момент діючими чемпіонами світу, зупинилися на стадії другого групового етапу, і в Кубку Америки 1983, де аргентинці не змогли вийти з групи. Грав у кваліфікації чемпіонат світу 1986 року, але у фінальній частині турніру не виступав. Всього за збірну Троссеро провів 22 матчі.

## Кар'єра тренера
Кар'єру тренера Троссеро розпочав 1990 року в «Сьйоні». У сезоні 1991/92 років до нього прийшов перший успіх на тренерському містку: його команда стала чемпіоном Швейцарії. Потім два сезони тренував середняка аргентинської Прімери «Уракан», після чого очолив на один сезон (1994/95) очолив «Естудьянтес», який вилетів до цього з Прімери, і привів його до перемоги в другому дивізіоні. У наступні декілька років тренував «Колон», «Сан-Мартін» (Сан-Мігель-де-Тукуман), швейцарський «Лугано» й «Індепендьєнте», не досягнувши з цими командами особливих успіхів. З серпня 2000 по червень 2001 року Троссеро тренував збірну Швейцарії. Швейцарці не змогли виконати поставлене завдання — потрапити на чемпіонат світу 2002, посівши 4-е місце в групі з 6-ти команд, й Енсо залишив свою посаду ще до закінчення відбіркового турніру. Потім була трирічна пауза в тренерській діяльності. У 2004 році очолив один з найсильніших клубів Гватемали — «Мунісіпаль», за три роки роботи в ньому Енсо виграв п'ять розіграшів чемпіонату країни (тричі Апертуру і двічі — Клаусуру), а також міжнародний турнір Copa Interclubes UNCAF. У 2007 році Троссеро прийняв пропозиції одного з найсильніших клубів Саудівської Аравії — «Аш-Шабаба», з яким виграв Саудівський кубок чемпіонів; наприкінці 2008 року залишив займану посаду. У листопаді 2009 року повернувся до Аргентини, де очолив клуб «Годой Крус». У січні 2010 рокуочолив «Аль-Іттіхад» (Саудівська Аравія), з яким втретє поспіль виграв Кубка короля. У січні 2015 року повернувся на тренерський місток гватемальського «Депортіво Мунісіпаль».

## Статистика виступів

### Клубна
| «Колон» Аргентина |                   |                   |     |    |   |    |    |     |    |  |
| 1.ª | 1972              | 29                | 0   | -  | - | -  | -  | 29  | 0  |  |
| 1.ª | 1973              | 35                | 2   | -  | - | -  | -  | 35  | 2  |  |
| 1.ª | 1974              | 33                | 1   | -  | - | -  | -  | 33  | 1  |  |
| 1.ª | 1975              | 5                 | 0   | -  | - | -  | -  | 5   | 0  |  |
| Загалом за клбу | Загалом за клбу   | 102               | 3   | 0  | 0 | 0  | 0  | 102 | 3  |  |
| «Індепендьєнте» Аргентина |                   |                   |     |    |   |    |    |     |    |  |
| 1.ª | 1975              | 14                | 0   | -  | - | -  | -  | 14  | 0  |  |
| 1.ª | 1976              | 41                | 3   | -  | - | 7  | 0  | 48  | 3  |  |
| 1.ª | 1977              | 59                | 14  | -  | - | -  | -  | 59  | 14 |  |
| 1.ª | 1978              | 33                | 9   | -  | - | 7  | 1  | 40  | 10 |  |
| 1.ª | 1979              | 15                | 3   | -  | - | 10 | 0  | 25  | 3  |  |
| 1.ª | 1981              | 26                | 10  | -  | - | -  | -  | 26  | 10 |  |
| 1.ª | 1982              | 34                | 11  | -  | - | -  | -  | 34  | 11 |  |
| 1.ª | 1983              | 46                | 3   | -  | - | -  | -  | 46  | 3  |  |
| 1.ª | 1984              | 30                | 2   | -  | - | 13 | 0  | 43  | 2  |  |
| 1.ª | 1985              | 9                 | 0   | -  | - | -  | -  | 9   | 0  |  |
| 1.ª | 1985-86           | 1                 | 0   | -  | - | -  | -  | 1   | 0  |  |
| Загалом за клуб | Загалом за клуб   | 308               | 55  | 0  | 0 | 37 | 1  | 345 | 56 |  |
| «Нант» Франція |                   |                   |     |    |   |    |    |     |    |  |
| 1.ª | 1978-79           | -                 | -   | ?  | ? | 2  | 0  | ?   | ?  |  |
| 1.ª | 1979-80           | 35                | 6   | -  | - | 7  | 0  | ?   | ?  |  |
| 1.ª | 1980-81           | 34                | 6   | ?  | ? | 3  | 1  | ?   | ?  |  |
| Загалом за клуб | Загалом за клуб   | 69                | 12  | ?  | ? | 12 | 1  | ?   | ?  |  |
| «Толука» Мексика |                   |                   |     |    |   |    |    |     |    |  |
| 1.ª | 1985-86           | 1                 | 0   | -  | - | -  | -  | 1   | 0  |  |
| Усього за клуб | Усього за клуб    | 1                 | 0   | 0  | 0 | 0  | 0  | 1   | 0  |  |
| «Естудьянтес» Аргентина |                   |                   |     |    |   |    |    |     |    |  |
| 1.ª | 1986-87           | 20                | 4   | -  | - | -  | -  | 20  | 4  |  |
| Загалом за клуб | Загалом за клуб   | 20                | 4   | 0  | 0 | 0  | 0  | 20  | 4  |  |
| Усього за кар'єру | Усього за кар'єру | Усього за кар'єру | 500 | 74 |   |    | 49 | 2   |    |  |
| (1) Включаючи матчі кубку Франції. (2) Включаючи матчі Кубку Лібертадорес (1976, 1978, 1979, 1984); Міжамериканського кубку (1976); Ліги Європи (1978-79); Кубку володарів кубків (1979-80); Ліги чемпіонів (1980-81); Міжконтинентального кубку (1984). (3) Без урахування голів у товариських матчах. |                   |                   |     |    |   |    |    |     |    |  |

## Досягнення

### Як гравця
«Індепендьєнте»
- Прімера Дивізіон Аргентини
  -  Чемпіон (4): 1977 Насьйональ, 1978 Насьйональ, 1983 Метрополітано, 1988/89

- Міжамериканський кубок
  -  Володар (1): 1975

- Кубок Лібертадорес
  -  Володар (1): 1984

- Міжконтинентальний кубок
  -  Володар (1): 1984

«Нант»
- Ліга 1
  -  Чемпіон (1): 1979/80

### Як тренера
«Сьйон»
- Кубок Швейцарії
  -  Володар (1): 1990/91

- Суперліга Швейцарії
  -  Чемпіон (1): 1991/92

«Мунісіпаль»
- Чемпіонат Гватемали
  -  Чемпіон (3): 2004 Апертура, 2005 Апетрура та Клаусура, 2006 Апетрура та Клаусура

- Кубок Гватемали
  -  Володар (1): 2004

«Аш-Шабаб»
- Кубок принці Файсала бін Фахада
  -  Володар (1): 2009